# Donald J. Trump contra CASA, Inc.
Trump contra CASA, Inc. (Trump v. CASA, Inc., 606 U.S.__(2025)) es una decisión de la Corte Suprema de los Estados Unidos que resolvió, por primera vez de forma directa, la improcedencia constitucional y estatutaria de las denominadas injunctions universales —medidas cautelares de alcance nacional emitidas por tribunales federales— al considerar que exceden los poderes equitativos conferidos por el Congreso en virtud del Judiciary Act de 1789. El fallo abordó exclusivamente la cuestión procesal del alcance de las medidas cautelares, dejando sin resolver el fondo del litigio: la constitucionalidad de una orden ejecutiva que restringía el reconocimiento de la ciudadanía por nacimiento.

## Contexto
El caso surge a raíz de la Orden Ejecutiva N.º 14160 promulgada por el presidente Donald Trump en febrero de 2025, titulada Protecting the Meaning and Value of American Citizenship (90 Fed. Reg. 8449). Esta disposición ordenaba a las agencias federales no reconocer como ciudadanos estadounidenses a ciertos nacidos en el territorio del país, concretamente a aquellos cuyas madres estuvieran ilegal o temporalmente en Estados Unidos y cuyos padres no fueran ciudadanos ni residentes legales permanentes en el momento del nacimiento.
Diversos actores —entre ellos, la organización CASA, dedicada a la defensa de los derechos de inmigrantes, y los Estados de Washington y Nueva Jersey— interpusieron demandas alegando que la orden ejecutiva violaba la Cláusula de Ciudadanía de la Decimocuarta Enmienda a la Constitución de los Estados Unidos y el artículo 201 de la Nationality Act of 1940 (54 Stat. 1138, codificado en 8 U.S.C. § 1401). 
Los tribunales de distrito fallaron a favor de los demandantes y concedieron medidas cautelares universales, prohibiendo al gobierno aplicar la orden ejecutiva a cualquier persona, sin limitar la protección a los demandantes en el caso. El Gobierno federal recurrió ante la Corte Suprema, solicitando una suspensión parcial de esas medidas cautelares por considerar que excedían la autoridad judicial permitida.

## Cuestión jurídica
La Corte delimitó claramente el objeto del litigio: no se pronunció sobre la constitucionalidad sustantiva de la Orden Ejecutiva 14160, sino sobre un aspecto estrictamente procesal y remedial. La pregunta clave fue si los tribunales federales tienen autoridad, bajo el Judiciary Act de 1789, para emitir medidas cautelares con efectos generales que beneficien a no demandantes, es decir, injunctions universales.

## Sentencia
Por mayoría de 6 votos contra 3, la Corte falló a favor del Gobierno, sosteniendo que las medidas cautelares de carácter universal carecen de fundamento histórico en la tradición equitativa angloamericana y por tanto no están autorizadas por la ley federal vigente. La opinión de la Corte fue redactada por la jueza Amy Coney Barrett y concluyó que:

Las medidas cautelares universales probablemente exceden la autoridad equitativa que el Congreso ha conferido a los tribunales federales. (...) La tradición de la equidad, tanto en Inglaterra como en la práctica fundacional de los tribunales estadounidenses, muestra que los remedios eran típicamente específicos a las partes.
Amy Coney Barrett, 606 U.S.__ 2025, pp. 5-11

La Corte trazó una línea interpretativa anclada en el precedente de Grupo Mexicano de Desarrollo v. Alliance Bond Fund (1999), que sostiene que los remedios equitativos disponibles para los tribunales federales deben corresponderse con aquellos "tradicionalmente reconocidos por la Chancery inglesa en el momento de la fundación". Dado que no existía un antecedente histórico comparable a las injunctions universales, la Corte determinó que su uso excede los poderes otorgados por el Congreso.

## Opiniones concurrentes
Varios jueces expresaron opiniones concurrentes:
- El juez Clarence Thomas (con Gorsuch) abogó por una revisión más profunda del fundamento constitucional de estas medidas, sugiriendo que podrían violar el artículo III de la Constitución al extender el poder judicial más allá de los casos y controversias reales.
- El juez Brett Kavanaugh sostuvo que las injunctions universales alteran el equilibrio institucional y fomentan el forum shopping, minando la coherencia del sistema judicial.

## Opiniones disidentes
La jueza Sonia Sotomayor disintió, junto a las juezas Ketanji Brown Jackson y Elena Kagan. En su opinión, el fallo compromete la capacidad de los tribunales para proteger eficazmente derechos constitucionales frente a políticas ejecutivas de aplicación general:

En ocasiones, una medida cautelar universal es la única forma efectiva de detener una política que afecta ampliamente los derechos fundamentales. Limitar los remedios a los demandantes individuales es ignorar la realidad práctica de las violaciones constitucionales sistemáticas.
Sotomayor, J., disenso

La jueza Ketanji Brown Jackson redactó una disidencia separada más radical, en la que defendió que el papel fundamental de los tribunales es ordenar el cumplimiento de la ley por parte del Ejecutivo, incluso con efectos generales, si así lo exige la justicia sustantiva.

## Importancia jurisprudencial
La decisión en Trump v. CASA marca un giro significativo en la doctrina de los remedios en derecho procesal federal. Al declarar improcedente el uso de medidas cautelares con efectos más allá de los demandantes, la Corte impone un criterio de estricta particularidad de las partes en el ámbito equitativo, limitando la capacidad de los tribunales para frenar políticas federales de alcance general. Esto afecta especialmente litigios relacionados con inmigración, derechos civiles, derecho ambiental y políticas públicas estructurales.
Desde una perspectiva institucional, el fallo refuerza la separación de poderes y restringe el activismo judicial, pero también ha sido criticado por debilitar la función protectora de la justicia federal frente a vulneraciones constitucionales sistémicas.